# Kvarntjärnen (Nås socken, Dalarna)
Kvarntjärnen är en sjö i Vansbro kommun i Dalarna och ingår i Dalälvens huvudavrinningsområde. Sjön har en area på 0,198 kvadratkilometer och ligger 355,3 meter över havet. Sjön avvattnas av vattendraget Noret (Kölaråsälven).

## Delavrinningsområde
Kvarntjärnen ingår i det delavrinningsområde (668898-141658) som SMHI kallar för Inloppet i Slogtjärnen. Medelhöjden är 368 meter över havet och ytan är 2,04 kvadratkilometer. Räknas de 3 avrinningsområdena uppströms in blir den ackumulerade arean 38,79 kvadratkilometer. Noret (Kölaråsälven) som avvattnar avrinningsområdet har biflödesordning 3, vilket innebär att vattnet flödar genom totalt 3 vattendrag innan det når havet efter 321 kilometer. Avrinningsområdet består mestadels av skog (65 procent). Avrinningsområdet har 0,18 kvadratkilometer vattenytor vilket ger det en sjöprocent på 8,7 procent.